# Paragus glumaci
Paragus glumaci is een vliegensoort uit de familie van de zweefvliegen (Syrphidae). De wetenschappelijke naam van de soort is voor het eerst geldig gepubliceerd in 1999 door Vujic, Simic & Radenkovic.